# Richard R. Ernst
Richard Robert Ernst, född 14 augusti 1933 i Winterthur i kantonen Zürich, död 4 juni 2021 i Winterthur, var en schweizisk kemist. Han fick Nobelpriset i kemi 1991 "för hans insatser för metodutvecklingen inom högupplösande kärnmagnetisk resonansspektroskopi (NMR-spektroskopi)".
NMR-spektroskopi upptäcktes och utvecklades efter andra världskriget av bland annat nobelpristagarna Felix Bloch och Edward M. Purcell. Ernst utvecklade under 1960-talet metoder för att dramatiskt öka upplösningen vid NMR-spektroskopi och möjliggjorde därmed att metoden kan användas för betydligt mindre mängder av de ämnen som ska studeras.
Ernst tilldelades 1991 Wolfpriset i kemi tillsammans med Alexander Pines.